# Eden Prairie (Minnesota)
Eden Prairie – miasto w północnej części Stanów Zjednoczonych, w stanie Minnesota. Położone w hrabstwie Hennepin.